# Като, Ясухиро
Ясухи́ро Ка́то (яп. 加藤 康弘 Като: Ясухиро, 13 мая 1986, Гамагори, Япония) — японский футболист, полузащитник.

## Биография
Свою профессиональную футбольную карьеру Ясухиро Като начал в 2009 году в клубе «Нагано Парсейро». В начале 2010 года он перешёл в таиландский клуб «Осотспа Сарабури», а летом того же года присоединился к другому таиландскому клубу — «Королевская тайская армия», в составе которого доиграл сезон до конца.
В марте 2011 года Ясухиро Като присоединился к латвийскому клубу «Гулбене», а 7 июля года был заявлен за «Вентспилс», дебютировав в его рядах в этот же день. В конце сезона Ясухиро Като в составе «Вентспилса» стал чемпионом Латвии.
В начале 2012 года Ясухиро Като покинул «Вентспилс» и отправился на Украину, где в феврале подписал контракт с ужгородским клубом «Говерла-Закарпатье», сроком на два года.